# Dibrom monoxide
Dibrom oxide là một hợp chất hóa học bao gồm brom và oxy có công thức hóa học Br2O. Nó là một chất rắn màu nâu sẫm, bền dưới -40 ℃ và được sử dụng trong các phản ứng brom hóa. Phân tử này thuộc dạng cong, với dạng đối xứng phân tử C2v. Độ dài liên kết Br−O là 1,85 Å và góc Br−O−Br là 112°, tương tự như dichlor oxide. Nó được cho là anhydride của acid hypobromơ.

## Điều chế
Dibrom oxide có thể được điều chế bằng phản ứng của hơi brom hoặc dung dịch brom trong cacbon tetrachloride với thủy ngân(II) oxide ở nhiệt độ thấp:
2Br2 + 2HgO → HgBr2·HgO + Br2O
Nó cũng có thể được hình thành bằng cách phân hủy nhiệt brom dioxide hoặc bằng cách cho dòng điện chạy qua hỗn hợp khí brom và khí oxy với tỉ lệ 1:5.

## Tính chất

### Tác dụng với nước
Là oxide acid, khi tác dụng với nước, sản phẩm là acid hypobromơ.
| +→ 2 |
| ---- |

### Tác dụng với thủy ngân(II) oxide
| + HgO → + |
| --------- |